# 2002년 한국시리즈
삼성증권배 2002 프로야구 한국시리즈는 2002년 11월 3일부터 11월 10일까지 모두 6경기를 치러 삼성 라이온즈가 LG 트윈스를 4승 2패로 제압하고 2번째 우승을 차지하게 된다.(한국시리즈 우승은 최초) 삼성과 LG가 맞붙었던 1990년 한국시리즈의 리턴 매치였으며, 대부분의 야구 팬들에게 역대 한국시리즈 최고의 명승부로 회자되고 있다. 6차전, 당대 최고의 마무리였던 이상훈을 상대로 이승엽이 동점 3점 홈런을 기록하고, 이어 등판한 최원호를 상대로 마해영이 끝내기 백투백 홈런을 날리며 삼성 라이온즈의 창단 첫 KS 우승을 이끌었다.
한국시리즈 MVP는 6차전에서 끝내기 백투백 솔로 홈런을 기록한 삼성 라이온즈의 마해영이 차지했다.
2002년 한국시리즈가 열리기 전에 대구 오리온스가 2001-2002 프로농구 통합 우승을 차지하면서, 2002년은 대한민국 프로 스포츠 역사상 최초로 대구광역시 연고 프로 스포츠 팀 2개가 우승한 해로 기록됐다.

## 정규 시즌 결과
| 순위 | 구단 | 승 | 무 | 패 | 승률  | 승차 |
| ---- | ---- | -- | -- | -- | ----- | ---- |
| 1위  | 삼성 | 82 | 4  | 47 | 0.636 | 0.0  |
| 2위  | KIA  | 78 | 4  | 51 | 0.605 | 4.0  |
| 3위  | 현대 | 70 | 5  | 58 | 0.547 | 11.5 |
| 4위  | LG   | 66 | 6  | 61 | 0.520 | 15.0 |
| 5위  | 두산 | 66 | 2  | 65 | 0.504 | 17.0 |
| 6위  | SK   | 61 | 3  | 69 | 0.469 | 21.5 |
| 7위  | 한화 | 59 | 5  | 69 | 0.461 | 22.5 |
| 8위  | 롯데 | 35 | 1  | 97 | 0.265 | 48.5 |

## 플레이오프 결과
|              | 승리팀         | 경기 결과 | 상대팀             |
| ------------ | -------------- | --------- | ------------------ |
| 준플레이오프 | LG 트윈스(4위) | 2 - 0 - 0 | 현대 유니콘스(3위) |
| 플레이오프   | LG 트윈스(4위) | 3 - 0 - 2 | KIA 타이거즈(2위)  |

준 플레이오프에서는 정규리그 3·4위인 현대 유니콘스와 LG 트윈스가 맞붙었다. 결과, LG가 현대를 2경기 모두 이겨 스윕하고 플레이오프에 진출했다. 플레이오프에서 LG는 2위인 KIA 타이거즈를 5차전까지 가는 접전 끝에 3승 2패로 한국시리즈에 진출할 수 있었다.

## 출전자 명단

### 삼성 라이온즈
- 감독 - 김응용
- 코치 - 유남호, 양일환, 조범현, 박흥식, 류중일, 김종모
- 투수 - 임창용, 노장진, 김현욱, 오상민, 전병호, 배영수, 김진웅, 강영식, 엘비라, 권혁,
- 포수 - 진갑용, 현재윤
- 내야수 - 이승엽, 김한수, 브리또, 박정환, 김재걸, 김승관, 조동찬, 마해영
- 외야수 - 양준혁, 박한이, 강동우, 김종훈, 임재철, 장영균

### LG 트윈스
- 감독 - 김성근
- 코치 - 김상훈, 김용국, 세이케 마사카즈, 양상문, 이철성, 이홍범
- 투수 - 경헌호, 김민기, 만자니오, 신윤호, 류택현, 이동현, 이상훈, 이승호, 장문석, 최원호, 최향남, 케펜
- 포수 - 김정민, 조인성
- 내야수 - 권용관, 손지환, 유지현, 이종열, 최동수, 안상준
- 외야수 - 김재현, 마르티네스, 박연수, 박용택, 심성보, 이병규, 최만호

## 한국시리즈 경기 결과

### 1차전
11월 3일 - 대구시민운동장 야구장
| 팀 | 1 | 2 | 3 | 4 | 5 | 6 | 7 | 8 | 9 | R | H | E | B |
| LG 트윈스 | 1 | 0 | 0 | 0 | 0 | 0 | 0 | 0 | 0 | 1 | 6 | - | 0 |
| 삼성 라이온즈 | 1 | 0 | 0 | 0 | 2 | 1 | 0 | 0 | X | 4 | 8 | - | 3 |
| 승리 투수: 나르시소 엘비라 패전 투수: 김민기 세이브: 없음 홈런: 삼성 – 강동우 (김민기 상대로 5회 2점), 틸슨 브리또 (이승호 상대로 6회 1점) |   |   |   |   |   |   |   |   |   |   |   |   |   |

- 삼성 이승엽, 한국시리즈 7경기 연속 안타

### 2차전
11월 4일 - 대구시민운동장 야구장
| 팀 | 1 | 2 | 3 | 4 | 5 | 6 | 7 | 8 | 9 | R | H | E | B |
| LG 트윈스                                                                                             | 0 | 0 | 0 | 0 | 0 | 2 | 0 | 0 | 1 | 3 | 5 | - | 2 |
| 삼성 라이온즈                                                                                         | 0 | 0 | 1 | 0 | 0 | 0 | 0 | 0 | 0 | 1 | 1 | - | 6 |
| 승리 투수: 라벨로 만자니오 패전 투수: 임창용 세이브: 이상훈 홈런: LG – 조인성 (임창용 상대로 6회 1점) |   |   |   |   |   |   |   |   |   |   |   |   |   |

삼성은 임창용, LG는 라벨로 만자니오가 선발 등판하였다.

### 3차전
11월 6일 - 서울종합운동장 야구장
| 팀                                  | 1 | 2 | 3 | 4 | 5 | 6 | 7 | 8 | 9 | R | H | E | B |
| 삼성 라이온즈                       | 4 | 0 | 0 | 0 | 1 | 1 | 0 | 0 | 0 | 6 | - | - | - |
| LG 트윈스                           | 0 | 0 | 0 | 0 | 0 | 0 | 0 | 0 | 0 | 0 | - | - | - |
| 승리 투수: 배영수 패전 투수: 최원호 |   |   |   |   |   |   |   |   |   |   |   |   |   |

- 삼성 이승엽, 한국시리즈 9경기 연속 타점

### 4차전
11월 7일 - 서울종합운동장 야구장
| 팀                                  | 1 | 2 | 3 | 4 | 5 | 6 | 7 | 8 | 9 | R | H | E | B |
| 삼성 라이온즈                       | 2 | 1 | 0 | 0 | 0 | 0 | 0 | 1 | 0 | 4 | - | - | - |
| LG 트윈스                           | 0 | 1 | 1 | 0 | 1 | 0 | 0 | 0 | 0 | 3 | - | - | - |
| 승리 투수: 노장진 패전 투수: 이상훈 |   |   |   |   |   |   |   |   |   |   |   |   |   |

### 5차전
11월 8일 - 서울종합운동장 야구장
| 팀 | 1 | 2 | 3 | 4 | 5 | 6 | 7 | 8 | 9 | R | H | E | B |
| 삼성 라이온즈 | 2 | 0 | 0 | 2 | 0 | 0 | 0 | 0 | 3 | 7 | - | - | - |
| LG 트윈스 | 2 | 0 | 2 | 0 | 0 | 1 | 2 | 1 | X | 8 | - | - | - |
| 승리 투수: 이동현 패전 투수: 배영수 세이브: 장문석 홈런: 삼성 – 마해영 (라벨로 만자니오 상대로 1회 2점, 이상훈 상대로 9회 3점) |   |   |   |   |   |   |   |   |   |   |   |   |   |

### 6차전
11월 10일 - 대구시민운동장 야구장
| 팀 | 1 | 2 | 3 | 4 | 5 | 6 | 7 | 8 | 9  | R  | H | E | B |
| LG 트윈스 | 0 | 3 | 0 | 1 | 0 | 3 | 0 | 2 | 0  | 9  | - | - | - |
| 삼성 라이온즈 | 0 | 2 | 1 | 2 | 0 | 0 | 0 | 1 | 4X | 10 | - | - | - |
| 승리 투수: 강영식 패전 투수: 최원호 홈런: LG – 최동수 (전병호 상대로 2회 3점) 삼성 – 박한이 (신윤호 상대로 2회 2점), 이승엽 (이상훈 상대로 9회 3점), 마해영 (최원호 상대로 9회 1점) |   |   |   |   |   |   |   |   |    |    |   |   |   |

- 삼성 마해영, 한국시리즈 사상 첫 시리즈를 끝내는 끝내기 홈런

## 방송 중계

### TV
| 방송 채널  | 캐스터(한국시리즈 차전) | 해설위원 | 비고  |
| ---------- | ----------------------- | -------- | ----- |
| KBS 1TV    | 표영준(2)               | 하일성   | [ 1 ] |
| KBS 2TV    | 표영준(4·6)             | 하일성   |       |
| SBS TV     | 김정일(1·3·5)           | 박노준   |       |
| SBS Sports | 최준식(6)               | 강태정   |       |

### 라디오
| 방송 채널     | 캐스터(한국시리즈 차전) | 해설위원  | 비고 |
| ------------- | ----------------------- | --------- | ---- |
| KBS 제2라디오 | 김관동(6)               | 장건희(6) |      |